# کلاید لی
کلاید لی (انگلیسی: Clyde Lee؛ زادهٔ ۱۴ مارس ۱۹۴۴) بازیکن بسکتبال اهل ایالات متحده آمریکا است.
از باشگاه‌هایی که در آن بازی کرده‌است می‌توان به آتلانتا هاوکس، فیلادلفیا سونتی‌سیکسرز، و گلدن استیت واریرز اشاره کرد.